# Lophornis
Lophornis es un género de aves apodiformes perteneciente a la familia de los colibríes (Trochilidae), que agrupa a once especies nativas de la América tropical (Neotrópico), cuyas áreas de distribución se encuentran entre el sur de México, por América Central y del Sur hasta el centro de Bolivia y sureste de Brasil. A sus miembros se les conoce por el nombre común de coquetas.

## Etimología
El nombre genérico masculino «Lophornis» se compone de las palabras del griego «lophos» que significa ‘cresta, tufo’, y «ornis» que significa ‘pájaro’.

## Características
Los colibríes de este género son diminutos, miden entre 6,5 y 7 cm de longitud. Los machos son muy ornamentados y vistosos con sus crestas de plumas rufas, largas y delgadas, y/o abanicos malares, y casi todos con baberos verde esmeralda resplandecientes. Las hembras no presentan tales adornos. Ambos sexos muestran una banda blanca transversal en la rabadilla.

## Taxonomía
El género Lophornis fue propuesto por el ornitólogo francés René Primevère Lesson en 1829 y la especie tipo subsecuentemente designada fue Trochilus ornatus, actualmente Lophornis ornatus.
La especie L. verreauxii, del oeste de la cuenca del Amazonas, fue tradicionalmente tratada como una subespecie de L. chalybeus, pero fueron recientemente separadas con base en las diferencias morfológicas y de comportamiento. La elevación al rango de especie fue reconocida en la Propuesta No 833 al Comité de Clasificación de Sudamérica (SACC), en mayo de 2019.

## Lista de especies
Según las clasificaciones del Congreso Ornitológico Internacional (IOC) y Clements Checklist/eBird, el género agrupa a las siguientes especies con el respectivo nombre popular de acuerdo con la Sociedad Española de Ornitología (SEO):
| Imagen | Nombre científico      | Autor                 | Nombre común          | Estado de conservación | Distribución |
| ------ | ---------------------- | --------------------- | --------------------- | ---------------------- | ------------ |
|        | Lophornis ornatus      | (Boddaert), 1783      | coqueta adornada      | LC                     |              |
|        | Lophornis gouldii      | (Lesson), 1832        | coqueta moteada       | NT                     |              |
|        | Lophornis magnificus   | (Vieillot), 1817      | coqueta magnífica     | LC                     |              |
|        | Lophornis brachylophus | Moore, 1949           | coqueta de Guerrero   | CR                     |              |
|        | Lophornis delattrei    | (Lesson), 1839        | coqueta crestirrufa   | LC                     |              |
|        | Lophornis stictolophus | Salvin & Elliot, 1873 | coqueta coronada      | LC                     |              |
|        | Lophornis verreauxii   | Bourcier, 1853        | coqueta verde norteña | LC                     |              |
|        | Lophornis chalybeus    | (Temminck), 1821      | coqueta verde         | LC                     |              |
|        | Lophornis pavoninus    | Salvin & Godman, 1882 | coqueta pavonina      | LC                     |              |
|        | Lophornis helenae      | (Delattre), 1843      | coqueta crestinegra   | LC                     |              |
|        | Lophornis adorabilis   | Salvin, 1870          | coqueta adorable      | LC                     |              |